# Lewis-Evans Trophy 1961
Lewis-Evans Trophy 1961 je bila enaindvajseta neprvenstvena dirka Formule 1 v sezoni 1961. Odvijala se je 1. oktobra 1961 na britanskem dirkališču Brands Hatch.

## Rezultati

### Kvalifikacije
| Poz | Št | Dirkač              | Konstruktor     | Čas    | Zaostanek |
| --- | -- | ------------------- | --------------- | ------ | --------- |
| 1   | 14 | Tony Marsh          | BRM-Climax      | 1:43.8 | —         |
| 2   | 15 | Mike Spence         | Emeryson-Climax | 1:45.6 | +1.8      |
| 3   | 17 | Keith Greene        | Gilby-Climax    | 1:45.8 | +2.0      |
| 4   | 11 | Tim Parnell         | Lotus-Climax    | 1:46.6 | +2.8      |
| 5   | 5  | John Campbell-Jones | Cooper-Climax   | 1:47.4 | +3.6      |
| 6   | 18 | Hugh Dibley         | Lola-Ford       | 1:51.0 | +7.2      |
| 7   | 6  | Chris Ashmore       | Cooper-Climax   | 1:51.0 | +7.2      |
| 8   | 16 | Brian Naylor        | JBW-Climax      | 1:59.2 | +15.4     |
| 9   | 12 | Peter Proctor       | Lotus-Climax    | 2:03.2 | +19.4     |
| 10  | 7  | Chris Summers       | Cooper-Climax   | 2:06.4 | +22.6     |
| 11  | 8  | Graham Eden         | Cooper-Climax   | 2:10.8 | +27.0     |
| 12  | 4  | Maurice Charles     | Cooper-Climax   | 2:16.0 | +32.2     |
| 13  | 2  | Dickie Stoop        | Cooper-Climax   | 2:16.4 | +32.6     |

### Dirka
| Poz | Dirkač              | Moštvo              | Konstruktor     | Čas/Odstop              | Št. m. |
| --- | ------------------- | ------------------- | --------------- | ----------------------- | ------ |
| 1   | Tony Marsh          | Tony Marsh          | BRM-Climax      | 52:19.8                 | 1      |
| 2   | Mike Spence         | Emeryson Cars       | Emeryson-Climax | + 23.0 s                | 2      |
| 3   | Tim Parnell         | Tim Parnell         | Lotus-Climax    | + 27.8 s                | 4      |
| 4   | Keith Greene        | Gilby Engineering   | Gilby-Climax    | 29 krogov               | 3      |
| 5   | Graham Eden         | Graham Eden         | Cooper-Climax   | 28 krogov               | 11     |
| 6   | Chris Summers       | Ansty Garage        | Cooper-Climax   | 28 krogov               | 10     |
| 7   | John Campbell-Jones | Bernard Collomb     | Cooper-Climax   | 27 krogov               | 5      |
| 8   | Dickie Stoop        | Dickie Stoop        | Cooper-Climax   | 20 krogov               | 13     |
| 9   | Hugh Dibley         | Scuderia Light Blue | Lola-Ford       | 12 krogov               | 6      |
| Ods | Peter Procter       | Anthony Brooke      | Lotus-Climax    | Puščanje olja           | 9      |
| Ods | Chris Ashmore       | Denis Taylor        | Cooper-Climax   | Pregrevanje             | 7      |
| Ods | Maurice Charles     | Maurice Charles     | Cooper-Climax   | Pregrevanje             | 12     |
| Ods | Brian Naylor        | JBW Cars            | JBW-Climax      | Rotor                   | 8      |
| WD  | Jackie Lewis        | H & L Motors        | Cooper-Climax   |                         | -      |
| WD  | Ian Burgess         | Ian Burgess         | Cooper-Climax   |                         | -      |
| WD  | Bruce Halford       | Jim Diggory         | Lotus-Climax    | Nepripravljen dirkalnik | -      |
| WD  | Gerry Ashmore       | Gerry Ashmore       | Lotus-Climax    | Poškodba                | -      |